# 埼玉大学経済短期大学部
埼玉大学経済短期大学部（さいたまだいがくけいざいたんきだいがくぶ、英語: Junior College of Economics, Saitama University）は、埼玉県浦和市下大久保255に本部を置いていた日本の国立大学である。1954年に設置され、1997年に廃止された。大学の略称は埼大経短。

## 概要

### 大学全体
- 埼玉県浦和市（当時）に所在した日本の国立短期大学で、併設元は埼玉大学経済学部[1]。
- 1954年に、国立学校設置法の一部を改正する法律により設置され[2]、1学科かつ入学総定員80名体制で開学[3]。1980年度入学生より2専攻、入学総定員100名に増員され、修業年限は3年制。最終的には入学定員は110名となっていた。
- 1992年度の入学生を最後に[注釈 2]、1997年に短期大学としての使命を終える[7]。

### 教育および研究
- 埼玉大学経済短期大学部は経済学および経営学を中心として社会人教育を行っていたところに特色があった。

### 学風および特色
- 埼玉大学経済短期大学部は、勤労の傍らで学業に勤しむ人々のために夜間部が設けられていた。
- 当時、「今日的経済を研究する夜間短大」として謳われ、埼玉大学職員で昼間は仕事をして、夜間短大で学んだものも多くいた。

## 沿革
- 1954年
  - 4月1日 埼玉大学経済短期大学部が以下の学科体制にて開学する[8]。
    - 経済学科第二部 入学定員80名

  - 5月1日 学生数[9]/定員
    - 経済学科第二部 90[注 2]
- 1980年
  - 4月1日 経済学科の入学定員を80→100に増員、なおかつ以下の通り専攻分離する[10]。、
    - 経済専攻
    - 経営専攻
- 1986年～1987年 経済学科の各専攻の入学定員を以下の通り変更する[11]。
  -     - 経済専攻 50→55
    - 経営専攻 50→55
- 1992年
  - 4月1日 この年度で学生募集が最終となる[注釈 2]。
  - 5月1日 学生数[12]/定員
    - 経済学科第二部 366[注 3]/330
- 1996年
  - 5月1日 学生数[13]/定員
    - 経済学科第二部 5[注 4]
- 1997年
  - 3月31日 左記を以て正式に廃止される[7]。

## 基礎データ

### 所在地
- 埼玉県浦和市下大久保255[注釈 1]

### 象徴
- 埼玉大学を参照。

## 教育および研究

### 組織

#### 学科[注 5]
- 経済学科第二部
  - 経済専攻 入学定員55名
  - 経営専攻 入学定員55名

#### 専攻科
- なし

#### 別科
- なし

#### 取得資格について
- 教職課程として中学校教諭二種免許状（社会）が設けられていた。[注 6]

## 学生生活

### 学生自治会
『学部の学生から会費の徴収』、『寄付を募る』等を行って、『自治会の運営』（学園祭、部活動に予算の分配を行う等：財源及び財産）、『学生自治会の役員選挙』などの管理、監督（総括）を行っていた。
- 会長、副会長、書記、会計　など、各1名で構成。

### 部活動・クラブ活動・サークル活動
- 埼玉大学経済短期大学部で活動していたクラブ活動[16]。
  - 体育系：卓球・バスケットボール・ワンダーフォーゲルほか
  - 文化系：「旅行」・「映画」・「東洋思想」の各研究会、「軽音楽」の同好会などがあった。

### 学園祭
「学生自治会から分配された予算で、運営を行う」が、他に「学園祭に用いる『栞』に掲載される、『各企業などの広告（掲載料）』、『個人から文化祭用途の寄付』なども、重要な財源に成っていた」ので、学生自治会の役員などが、『学部の学生から会費の徴収を行う事』（常務）と別で、財源の確保に努めていた。
- 埼玉大学経済短期大学部の学園祭は「星記祭」と呼ばれていた[16]。

## 大学関係者と組織

### 大学関係者一覧

#### 大学関係者
歴代学長
- 新関良三
- 遠藤隆次
- 藤岡由夫
- 和達清夫
- 岡本舜三
- 須甲鉄也
- 竹内正幸
- 堀川清司

## 施設

### キャンパス
- 設備：短大独自の校舎があった[17]。

### 学生食堂
- 埼玉大学経済短期大学部の学生食堂（学食）は、短大校舎のほぼ近隣にあった[17]。

### 寮
- 埼玉大学経済短期大学部の寮は、短大独自のものではなく大学と共同となっていた[17]。

## 対外関係

### 系列校
- 埼玉大学

## 卒業後の進路について

### 就職について
- 在職者が大半だったが、官公庁や製造業、商事会社、貿易業などに勤務する人もいた[18]。

### 編入学･進学実績
- 埼玉大学への編入学制度があった[15]。

## 出身者
- 穂坂邦夫 - 元志木市長、第99代埼玉県議会議長